# Kota Aoki
Kota Aoki (født 27. april 1987) er en tidligere japansk fodboldspiller.
Han har spillet for flere forskellige klubber i sin karriere, herunder JEF United Chiba, Fagiano Okayama, Ventforet Kofu og Thespakusatsu Gunma.